# Borger-Odoorn
| Gemeentegrenzen Wijkgrenzen Buurtgrenzen Autosnelweg Secundaire weg Spoorweg |  |  | ██ Geselecteerde gemeente ██ Bebouwd gebied ██ Bos of park ██ Binnenwater, rivier of kanaal |

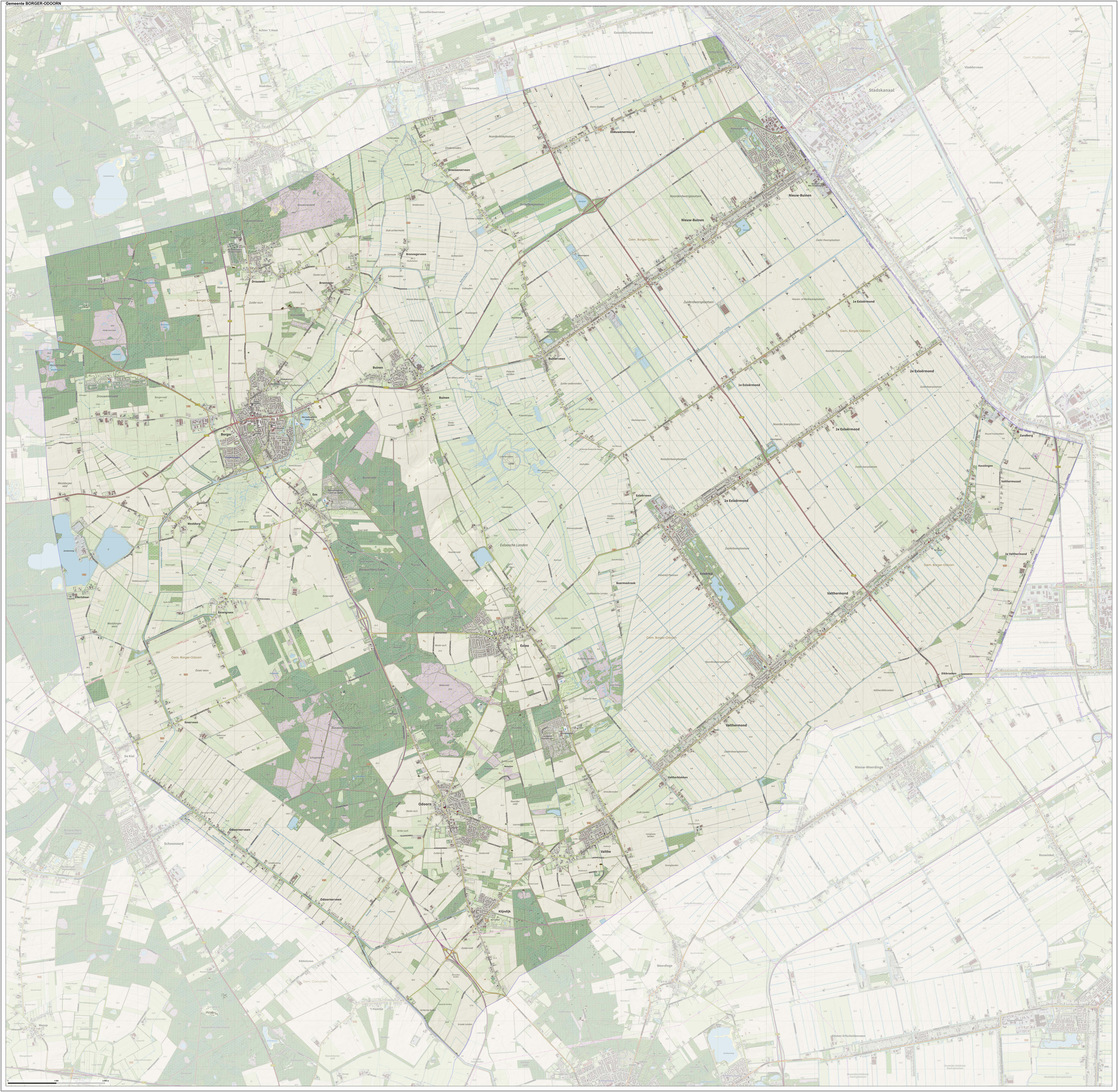
Topografische gemeentekaart van Borger-Odoorn, september 2023

Borger-Odoorn (uitspraakⓘ) is een gemeente in het oosten van de provincie Drenthe (Nederland). De gemeente telt 26.014 inwoners (1 januari 2024, bron: CBS) en heeft een oppervlakte van 278 km². De gemeente ontstond op 1 januari 1998 door samenvoeging van de oude gemeenten Borger en Odoorn. Het gemeentehuis staat in Exloo.

Borger-Odoorn en omgeving

De gemeente wordt gekenmerkt door de Hondsrug die de as van de gemeente vormt. Op de Hondsrug liggen in een dubbele rij eeuwenoude boerendorpen: enerzijds Klijndijk, Odoorn, Ees, Borger en Drouwen; anderzijds Valthe, Exloo en Buinen. Ten westen van de Hondsrug ligt een kleinschalig ontginningsgebied dat begrensd wordt door de staatsbossen van Schoonloo en Schoonoord. Het oosten van Borger-Odoorn bestaat uit een groot, open, veenkoloniaal landschap.

## Kernen
De gemeente Borger-Odoorn telt 25 officiële kernen. Het gemeentehuis bevindt zich in Exloo.
| Woonplaats (BAG) | Inwoners 2023 |
| ---------------- | ------------- |
| Borger           | 4.965         |
| Bronneger        | 115           |
| Bronnegerveen    | 80            |
| Buinen           | 785           |
| Buinerveen       | 430           |
| Drouwen          | 535           |
| Drouwenermond    | 595           |
| Drouwenerveen    | 285           |
| 1e Exloërmond    | 365           |
| Ees              | 335           |
| Eesergroen       | 170           |
| Eeserveen        | 170           |
| Ellertshaar      | 30            |
| Exloërveen       | 90            |
| Exloo            | 1.705         |
| Klijndijk        | 790           |
| Nieuw-Buinen     | 4.965         |
| Odoorn           | 1.910         |
| Odoornerveen     | 400           |
| 2e Exloërmond    | 2.275         |
| 2e Valthermond   | 105           |
| Valthe           | 1.210         |
| Valthermond      | 3.405         |
| Westdorp         | 135           |
| Zandberg         | 55            |

## Politiek
De gemeenteraad van Borger-Odoorn bestaat uit 21 zetels. Hieronder staat de samenstelling van de gemeenteraad sinds 1998:
| Gemeenteraadszetels    | Gemeenteraadszetels | Gemeenteraadszetels | Gemeenteraadszetels | Gemeenteraadszetels | Gemeenteraadszetels | Gemeenteraadszetels | Gemeenteraadszetels |
| Partij                 | 1998                | 2002                | 2006                | 2010                | 2014                | 2018                | 2022                |
| ---------------------- | ------------------- | ------------------- | ------------------- | ------------------- | ------------------- | ------------------- | ------------------- |
| Gemeentebelangen       | 4                   | 5                   | 3                   | 6                   | 9                   | 8                   | 7                   |
| PvdA                   | 8                   | 6                   | 9                   | 5                   | 4                   | 3                   | 3                   |
| Leefbaar Borger-Odoorn | -                   | -                   | -                   | -                   | -                   | 2                   | 3                   |
| VVD                    | 4                   | 4                   | 3                   | 3                   | 3                   | 3                   | 3                   |
| CDA                    | 3                   | 3                   | 3                   | 3                   | 3                   | 2                   | 2                   |
| GroenLinks             | -                   | -                   | 1                   | 1                   | -                   | 1                   | 1                   |
| D66                    | 1                   | 2                   | 1                   | 2                   | 1                   | 1                   | 1                   |
| ChristenUnie           | 1                   | 1                   | 1                   | 1                   | 1                   | 1                   | 1                   |
| Totaal                 | 21                  | 21                  | 21                  | 21                  | 21                  | 21                  | 21                  |

College van burgemeester en wethouders: (college 2022-2026)
- burgemeester Jan Seton (CDA)
- wethouder Henk Zwiep (PvdA)
- wethouder Bernard Jansen (Leefbaar Borger-Odoorn)
- wethouder Jeroen Hartsuiker (VVD)
- wethouder Ankie Huijing-van Tongeren (CDA, ChristenUnie)

## Openbaar vervoer
De volgende buslijnen verzorgen het openbaar vervoer in de gemeente:
- lijn 24: Assen - Rolde - Papenvoort - Borger - Buinen - Buinerveen - Nieuw-Buinen - Stadskanaal - Pekela's - Winschoten
- lijn 59: Exloo - Ees - Borger - Drouwen - Gasselte - Gieten
- lijn 74: Stadskanaal - Musselkanaal - Valthermond - Valthe - Klijndijk - Emmen
- lijn 75: Emmen - Klijndijk - Odoorn - Exloo - 2e Exloërmond - Musselkanaal - Stadskanaal
- Qliner 300: Emmen - Borger - Gieten - Groningen (sneldienst)

## Monumenten
Borger-Odoorn is de gemeente met de meeste hunebedden in Nederland. In totaal 18 stuks, waaronder de grootste (naast het hunebedcentrum in Borger). De gemeente telt daarnaast een aantal rijksmonumenten en oorlogsmonumenten, zie:
- Lijst van hunebedden in Nederland
- Lijst van rijksmonumenten in Borger-Odoorn
- Lijst van oorlogsmonumenten in Borger-Odoorn

## Stedenband
- De gemeente heeft een stedenband met het Tsjechische Hořice.

## Aangrenzende gemeenten
| Aangrenzende gemeenten | Aangrenzende gemeenten | Aangrenzende gemeenten | Aangrenzende gemeenten | Aangrenzende gemeenten |
| ---------------------- | ---------------------- | ---------------------- | ---------------------- | ---------------------- |
| Aa en Hunze            |                        |                        |                        | Stadskanaal (Gr)       |
|                        |                        |                        |                        |                        |
|                        | Westerwolde (Gr)       |                        |                        |                        |
|                        |                        |                        |                        |                        |
| Coevorden              |                        | Emmen                  |                        |                        |